# Alan Gardner (3e baron Gardner)
Pour les articles homonymes, voir Gardner.
Alan Gardner, 3e baron Gardner, né le 29 janvier 1810 et décédé le 2 novembre 1883, est un homme politique britannique whig.

## Biographie
Il est le fils de l'amiral Alan Hyde Gardner, 2e baron Gardner. Une vicomté devait être conférée à son père en 1815, mais il meurt avant que le brevet soit passé au grand sceau et le titre n'a jamais été donné à son fils. Il a cependant réussi à obtenir la baronnie de son père à la place de l'autre fils de son père, Fenton Gardner, en établissant que Fenton est illégitime.
Dans sa jeunesse, Gardner est membre du salon littéraire créé par la comtesse de Blessington et le comte d'Orsay. Il est également un sportif célèbre. Il siège sur les bancs whigs à la Chambre des lords et sert dans l'administration whig de lord Melbourne en tant que Lord-in-waiting (whip du gouvernement à la chambre des lords) de 1837 à 1841.

## Famille
Lord Gardner épouse Frances Margaret Hughes (12 octobre 1814-3 décembre 1847) en 1835. Le mariage est sans enfant. Après sa mort, il épouse en secondes noces l'actrice Julia Sarah Hayfield Fortescue (1817-3 novembre 1899, Brighton), fille d'Edward Fortescue, en décembre 1848 à St George's, Hanover Square, Londres. Ils ont eu plusieurs enfants nés avant et après leur mariage. Comme son ancienne maîtresse, elle est inacceptable dans la haute société victorienne.
Son fils Herbert Gardner, né deux ans avant le mariage de ses parents, est devenu un homme politique libéral et est créé baron Burghclere en 1895. L'une des filles légitimes de Lord Gardner, Florence (7 février 1853 -3 août 1934), est l'épouse de William Onslow, 4e comte d'Onslow, gouverneur général de Nouvelle-Zélande. Une petite-fille, Lady Dorothy Onslow, épouse Edward Wood, 1er comte de Halifax et est devenue vice-reine de l'Inde. Gardner est décédé en novembre 1883, à l'âge de 73 ans, et ses titres sont devenus dormants. Lady Gardner est décédée en 1899.
- un fils (né en 1842), peut-être le colonel Alan Coulston Gardner (mort en 1907). Il s'est marié et a eu deux fils, mais est illégitime et ne pouvait donc pas hériter de la baronnie de 1798.
- un fils (né en 1843)
- Herbert Gardner (1846-1921), qui épouse Winifred Byng, née Herbert, fille du 4e comte de Carnarvon, et a quatre filles. Une fille Evelyn est la première épouse d'Evelyn Waugh et est ainsi connue sous le nom de She-Evelyn. Une autre fille épouse Geoffrey Hope-Morley, 2e baron Hollenden.
- Florence Coulston Gardner (7 février 1853 -3 août 1934)[2] épouse William Onslow, 4e comte d'Onslow, gouverneur général de Nouvelle-Zélande.
- Evelyn Coulston Gardner (1856–1902), épouse en 1881 William Fuller Maitland.